# Denver Nuggets (original)
O Denver Nuggets foi um time profissional de basquetebol localizado em Denver, Colorado, Estados Unidos. O Nuggets jogou na National Basketball League (NBL) na temporada de 1948-49, e transferiu-se para a National Basketball Association quando a NBL e a Basketball Association of America se fundiram e criaram a NBA em 1949-50. O Nuggets foi a primeira grande franquia esportivo do Colorado.

## História
| Temporada      | J  | V  | %    | Play-offs |  |
| -------------- | -- | -- | ---- | --------- |  |
| Denver Nuggets |    |    |      |           |  |
| 1948-49        | 44 | 18 | 29.0 |           |  |
| 1949-50        | 51 | 11 | 17.7 |           |  |